# Авангард (футбольный клуб, Мерефа)
«Авангард» (укр. ФК «Авангард») — украинский футбольный клуб из Мерефы Харьковской области. 
Под названием «Авангард» клуб начал участвовать в чемпионате Украины сезона 1996/97 во второй профессиональной лиге. Участник Кубка Украины в 1994—1996. Четырехкратный чемпион области 1992-1996 годах. Участник всех чемпионатов Харьковской области с 1946 по 1996 в высшей и первой лигах. Многократный призёр Харьковского района в 1916—1917 («Пригородная лига»), 1923−1940, 1997—2015. Многократный обладатель Кубка Харьковского района в том числе и в период выступления клуба в чемпионате области. Победитель множества детско-юношеских областных и районных турниров по всем возрастным группам.
В период 1997—2005 команда под названием «Металлист-2» как фарм-клуб харьковского «Металлиста» выступала во второй лиге. Клуб гордится своей исторической преемственностью с «дореволюционных» времен, выступая на футбольном поле построенном еще в 1911 году.

## История названий
- 1909—1912 — футбольный кружок
- 1912—1917 — ЛСЗ Мерефа — Ливенгофский стекольный завод
- 1923—1941 — МСЗ — Мерефянский стекольный завод
- 1946—1949 — «Искра»
- 1949—1954 — «Строитель»
- 1954—1957 — «Красное Знамя»
- 1957—1996 — «Авангард»
- 1996—1997 — «Авангард-Металлист» Харьков
- 1997—2005 — «Металлист-2» Харьков
- C 2005 — «Авангард» Мерефа

## История
Первый футбольный кружок при Мерефянском стекольном заводе образовался ещё в 1909 году по инициативе главного стеклодува Шандинцева. Стадион построили бельгийские хозяева завода в 1912 году. Первый матч в Мерефе по стандартам и правилам ФИФА состоялся в мае 1912 года с командой Будянского фаянсового завода.
В 1923 году произошло воссоздание команды при Мерефянском стекольном заводе, который стал одним из крупнейших в стране по своей отрасли. Причём спортивную основу команды составили отец и сыновья Шандицевы, которые основали футбольный кружок ещё до приобретения стекольного завода «Левенгсгофским Бельгийским обществом» в 1911 году. Есть мнение, что Мерефянский «Авангард» является старейшим из сохранившихся футбольных клубов Харьковской области, имея спортивную и организационную преемственность с дореволюционных времен.
Футбольное поле по качеству было одним из лучших в области. В 1957—1964 годах в Мерефе проводили предматчевые тренировки команды мастеров, приезжавшие в Харьков, в частности динамовцы Киева, Москвы, Тбилиси, Торпедо, «Зенит», «Спартак» и ЦСКА и др. Проводились матчи дублирующих составов, в частности перенесенные в Харьков весенние матчи московских команд 1952 г.
С восстановлением завода в 1923 г., реконструкцией стадиона, был возрожден и футбольный клуб. Команда Мерефянского стекольного завода в 1923—1941 выступала в чемпионате района, всегда заканчивая сезон в тройке лидеров, несколько раз были чемпионами. Также выступала на районных и областных спартакиадах и два-три раза представляли Харьковский район в чемпионате Харьковского округа.
Мерефянский стекольный завод с 1946 по 1954 год относился к Министерству, курировавшее отрасль стройматериалов, поэтому команда относилась в это время к ДСО «Строитель», в 1953—1957 к ДСО «Красное Знамя», а в 1957 м указанные ДСО были объединены в новосозданное общесоюзное ДСО «Авангард» и команда, соответственно этому и меняла названия.
В 1950 и 1951 годах завоёваны первые областные достижения — третьи места в областном Чемпионате. В 1953 на всесоюзном профсоюзном турнире в Никополе — третье место по СССР, проиграв только сборной профсоюзов Москвы. Бронзовый триумф в чемпионате области был повторен в 1961-м, причём до предпоследнего тура сохранялась возможность выиграть чемпионат.
В период с 1912 по 1996 год клуб принадлежал Мерефянскому стекольному заводу. в период 1947—1996 «Авангард» удачно выступал в чемпионате области, в 1993—1996 годах становилась 4 раза Чемпионом области. «Авангард» выступал в любительской лиге Украины (чемпионат КФК). В 1995 году команда завоевала серебряные медали любительского чемпионата Украины, а в 1996 — бронзовые.
С 1993 по 1996 через Мерефянский «Авангард» прошло игровую практику 15 футболистов «Металлиста» среди них современная легенда «Металлиста» — вратарь Александр Горяинов. Ещё двое воспитанников «Авангарда» выступали во второй лиге за Купянский «Оскол». В 1996 году «Авангард» был заявлен во вторую лигу чемпионата Украины. После первого круга сезона 1996/97 «Авангард» переехал в Харьков и изменил название на «Авангард-Металлист», в связи с банкротством стекольного завода, став тем самым фарм-клубом «Металлиста». Со следующего сезона «Авангард» окончательно потерял индивидуальность, получив имя «Металлист-2», который на протяжении восьми сезонов выступал во второй лиге.
С 1997 года на чемпионат Харьковского района заявляется команда под старым названием — «Авангард» Мерефа и регистрируется как самостоятельный футбольный клуб в статусе общественной организации. После этого «Авангард» сразу же в 1998 году завоёвывает серебряные медали первенства Харьковского района.
в 2000 г «Авангард» становиться чемпионом Харьковского района, в 2003, 2004 снова «серебро».
В 2004, 2005 годах спонсором «Авангарда» была строительная компания ТММ. С 2006 по 2010 команда играет без спонсоров. Характерной особенностью «Авангарда» является то, что в его состав состоит принципиально только из жителей или уроженцев Мерефы. Команду на играх 20-2016 -2018 годов регулярно поддерживала  фан-группировка местных юношей «Ультрас-Мерефа»
В течение всех лет с провозглашения независимости Украины при «Авангарде» функционирует детско-юношеская футбольная школа.
Ведущий спонсор клуба — местный предприниматель Дейнеко Сергей.
2012 год — чемпион района.
2013 год — золотой дубль по району впервые в истории клуба — чемпион и обладатель Кубка района.
В 2014 и 2015 годах «Авангард» вновь чемпион Харьковского района.
с 2014 по 2016 года клуб выступал в первенстве района двумя составами «Авангард» и «Авангард-2».
2016 - бронза по Южной группе района, 2017, 2018, 2019, 2020 - стабильное второе место в Южной группе района, а в 2020 Мерефянский клуб завоевал общерайонные бронзовые медали в суперфинальных матчах с представителями группы "Север". Также в  2017 году победа в Кубке Южной группы района.

## Достижения
Чемпионат СССР среди ДСО профсоюзов:
- 3 место (1 раз): 1953.

 Вторая лига Украины (3 дивизион): 
- 15 место (1 раз): 1996/1997.

 Любительский чемпионат Украины (4 дивизион): 
- Вице-чемпион (1 раз): 1995.
- 3 место (1 раз): 1996.

 Кубок УССР среди кфк: 
- Четвертьфиналист (1 раз): 1976.

 Кубок Украины по футболу: 
- 1/64 финала (1 раз): 1994/1995.

 Чемпионат Харьковской области высшая лига (5 дивизион):
- Чемпион (4 раза): 1993,1994,1995,1996.
- 3 место (3 раза): 1950, 1951, 1961.

 Кубок Харьковской области: 
- Обладатель (5 раз): 1991, 1992, 1994, 1995, 1996.

 Чемпионат Харьковского района (7 дивизион): 
- Чемпион (5 раз): 2000, 2012, 2013, 2014, 2015.
- Вице-чемпион (3 раза): 1998, 2003, 2004.